# 缯溪河站
缯溪河站是位于陕西省石泉县曾溪乡的一个铁路车站，邮政编码725200。车站建于1977年，有阳安铁路经过该站，现办理客货运业务，车站及其上下行区间均为电气化区段。车站距离阳平关站257公里，隶属西安铁路局，是四等站。

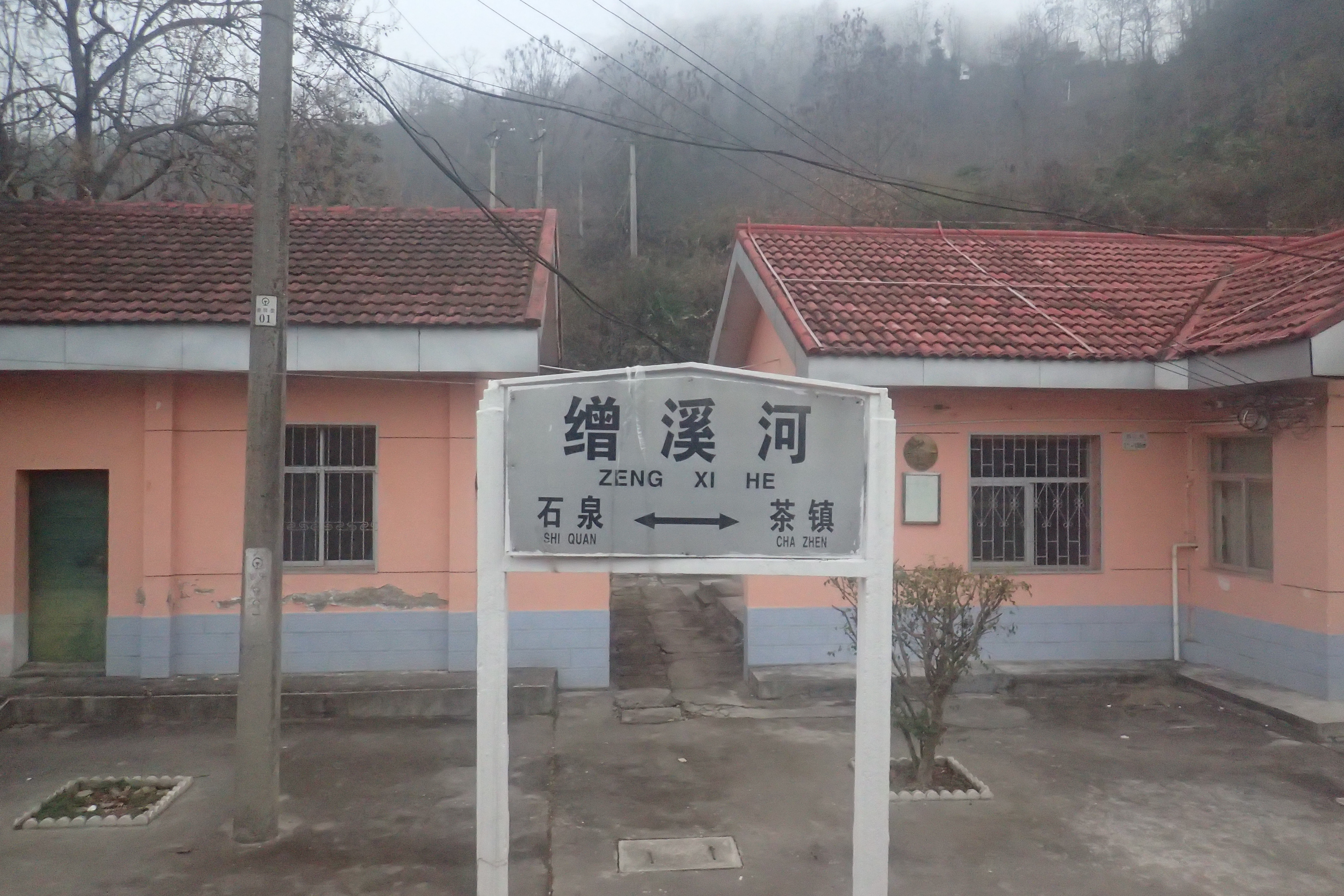
2017年，列车上拍摄的缯溪河站站牌